# Браунінг (Монтана)
Браунінг (англ. Browning) — містечко (англ. town) в США, в окрузі Глейшер штату Монтана. Населення — 1018 осіб (2020).

## Географія
Браунінг розташований за координатами 48°33′23″ пн. ш. 113°0′54″ зх. д. / 48.55639° пн. ш. 113.01500° зх. д. (48.556305, -113.015125). За даними Бюро перепису населення США в 2010 році місто мало площу 0,71 км², уся площа — суходіл.

### Клімат
| Клімат : Браунінг       | Клімат : Браунінг | Клімат : Браунінг | Клімат : Браунінг | Клімат : Браунінг | Клімат : Браунінг | Клімат : Браунінг | Клімат : Браунінг | Клімат : Браунінг | Клімат : Браунінг | Клімат : Браунінг | Клімат : Браунінг | Клімат : Браунінг | Клімат : Браунінг |
| Показник                | Січ.              | Лют.              | Бер.              | Квіт.             | Трав.             | Черв.             | Лип.              | Серп.             | Вер.              | Жовт.             | Лист.             | Груд.             | Рік               |
| Абсолютний максимум, °C | 18,9              | 20,0              | 22,2              | 32,8              | 33,9              | 37,8              | 37,2              | 38,9              | 34,4              | 28,3              | 22,2              | 20,6              | 38,9              |
| Середній максимум, °C   | −2,1              | −0,1              | 3,3               | 10,3              | 15,9              | 20,1              | 25,4              | 24,4              | 18,6              | 12,9              | 4,6               | 0,1               | 11,2              |
| Середній мінімум, °C    | −13,3             | −11,6             | −8,4              | −2,6              | 1,9               | 5,4               | 7,8               | 6,9               | 3,1               | −0,6              | −6,7              | −10,4             | −2,3              |
| Абсолютний мінімум, °C  | −48,9             | −43,3             | −38,9             | −25,6             | −17,2             | −6,1              | −4,4              | −7,2              | −17,8             | −27,2             | −39,4             | −43,9             | −48,9             |
| Норма опадів, мм        | 21                | 18                | 21                | 28                | 51                | 70                | 38                | 35                | 39                | 21                | 21                | 18                | 381               |
| ----------------------- | ----------------- | ----------------- | ----------------- | ----------------- | ----------------- | ----------------- | ----------------- | ----------------- | ----------------- | ----------------- | ----------------- | ----------------- | ----------------- |
| Джерело:                |                   |                   |                   |                   |                   |                   |                   |                   |                   |                   |                   |                   |                   |

## Демографія
Згідно з переписом 2010 року, у місті мешкало 1016 осіб у 360 домогосподарствах у складі 243 родин. Густота населення становила 1432 особи/км². Було 394 помешкання (555/км²).
Расовий склад населення:
| - 92,7 % — корінних американців - 5,5 % — білих |

До двох чи більше рас належало 1,8 %. Частка іспаномовних становила 3,7 % від усіх жителів.
За віковим діапазоном населення розподілялося таким чином: 33,1 % — особи молодші 18 років, 56,2 % — особи у віці 18—64 років, 10,7 % — особи у віці 65 років та старші. Медіана віку мешканця становила 29,8 року. На 100 осіб жіночої статі у місті припадало 85,4 чоловіків; на 100 жінок у віці від 18 років та старших — 78,5 чоловіків також старших 18 років.
Середній дохід на одне домашнє господарство становив 31 464 долари США (медіана — 23 750), а середній дохід на одну сім'ю — 35 856 доларів (медіана — 25 966). За межею бідності перебувало 43,0 % осіб, у тому числі 58,1 % дітей у віці до 18 років та 24,2 % осіб у віці 65 років та старших.
Цивільне працевлаштоване населення становило 321 осіб. Основні галузі зайнятості: освіта, охорона здоров'я та соціальна допомога — 37,1 %, роздрібна торгівля — 12,1 %, сільське господарство, лісництво, риболовля — 9,3 %, будівництво — 8,4 %.